# Distretto di Gulmi
Il distretto di Gulmi è un distretto del Nepal. In seguito alla riforma costituzionale del 2015 fa parte della provincia di Lumbini, che fino al 6 ottobre 2020 era chiamata provincia No. 5.
Il capoluogo è Tamghas.
Geograficamente il distretto appartiene alla zona collinare della Mahabharat Lekh.
I principali gruppi etnici presenti nel distretto sono i Bahun.